# Asthenopus curtus
Asthenopus curtus is een haft uit de familie Polymitarcyidae. De wetenschappelijke naam van de soort is voor het eerst geldig gepubliceerd in 1861 door Hagen.
De soort komt voor in het Neotropisch gebied.